# Université d'architecture et d'urbanisme Ion Mincu

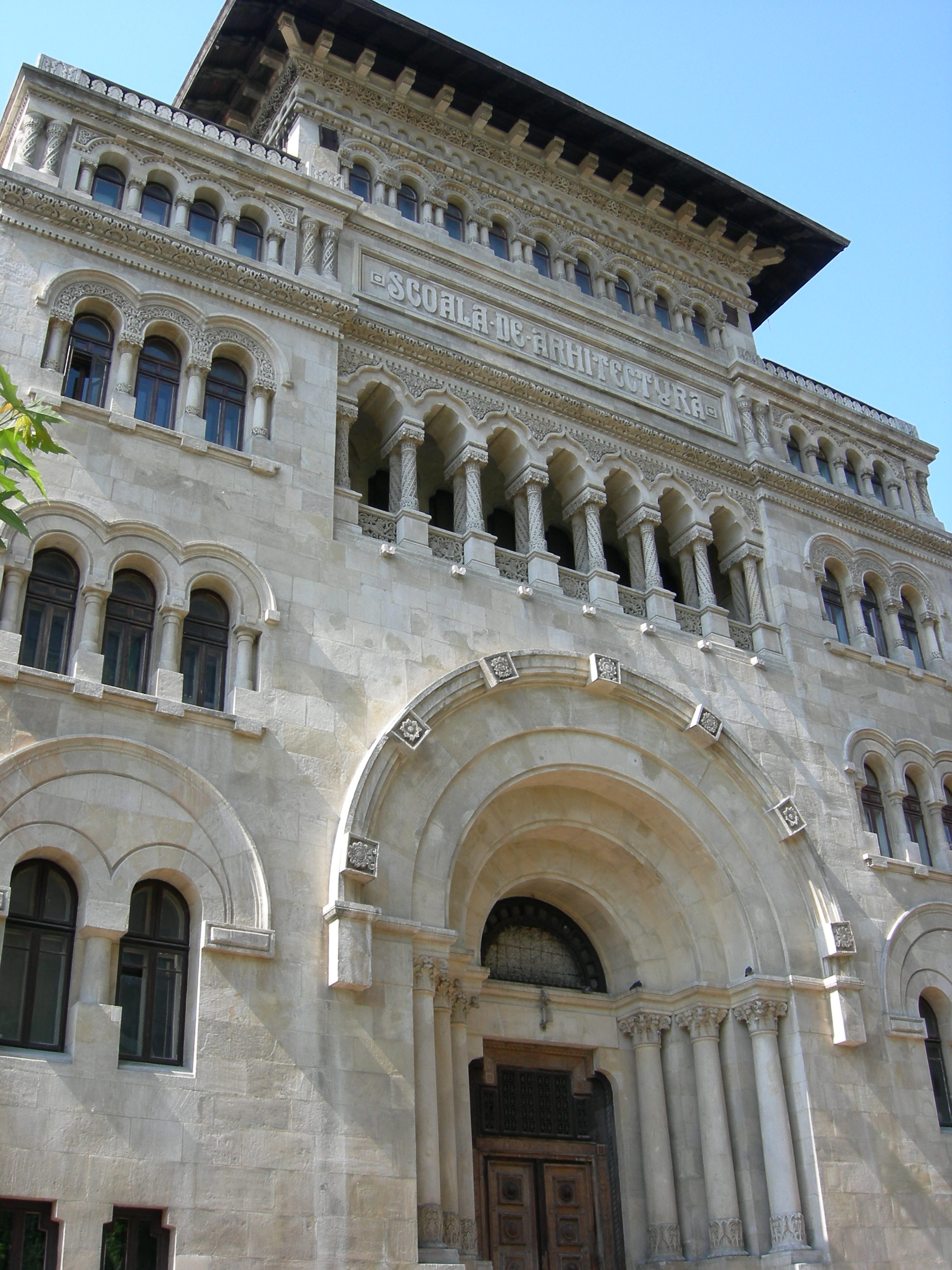
Faculté des arts de l'université « Ion Mincu ».

L'université d'architecture et d'urbanisme « Ion Mincu » est une université publique de Bucarest, en Roumanie, fondée en 1864. Elle se trouve dans les locaux du Palais de l'Institut d'Architecture.
Depuis 1953, elle porte le nom de Ion Mincu, un architecte Roumain.
Le recteur de l’université d'architecture entre 1970 et 1977 était l'architecte Cezar Lăzărescu.